# 武安市
武安市是中华人民共和国河北省邯郸市代管的一个县级市，为较具实力的县级行政区之一。2010年武安市综合竞争力位居河北省各县及县级市的第二位，全国县域经济百强县（市）的第五十一位。2009年，武安市GDP总量432.8亿元（合63.4亿美元）。市人民政府驻武安鎮塔西路20号。

## 历史
战国时期为赵国的武安邑。在汉代即已设立武安縣，至今已有两千餘年歷史。民国时期，属河南省。1949年时，属河北省邯郸专区。於1988年撤县设市。

## 行政区划
武安市辖13个镇、9个乡：
武安镇、康二城镇、午汲镇、磁山镇、伯延镇、淑村镇、大同镇、邑城镇、矿山镇、贺进镇、阳邑镇、徘徊镇、冶陶镇、上团城镇、北安庄乡、北安乐乡、西土山镇、西寺庄乡、活水乡、石洞乡、管陶乡和马家庄乡。

## 人口
截至2020年11月1日零时，武安市常住人口为811631人。

## 交通
- 铁路：邯长铁路（邯郸－长治）武安站、沙午铁路
- 公路： 青兰高速、 234国道、 309国道、 202省道、 211省道、 222省道、 312省道、 314省道

## 经济
武安境内的铁、煤炭、石灰岩储量较大。尤其是铁矿，为全国四大富矿之一。依托于丰富的铁、煤资源，武安建立起了较发达的冶金工业。其中，由中国人民解放军总后勤部建立的新兴铸管公司（新興際華集團旗下），曾是中国规模最大的军队企业。在划归国家国有资产监督管理委员会管理后，其依然在中国的钢铁行业中占有重要地位。
全市地形以山地和丘陵为主，属于太行山脉的余脉。年平均气温12℃，降水量560毫米。主要的农产品有小麦、玉米、野枣、苹果、柿子、核桃等（棉花产业已消失多年），特产武安羊。

## 文化和旅游
- 全国重点文物保护单位：磁山遗址

先后开发出京娘湖、朝阳沟等国家4A级景区3处、3A级景区2处，拥有国家地质公园、国家森林公园、国家矿山公园和国家级重点水利风景区4个“国字头”称号，年接待游客达130多万人。
- 古武当山
- 东太行景区
- 七步沟景区
- 朝阳沟景区